# Tonalpohualli

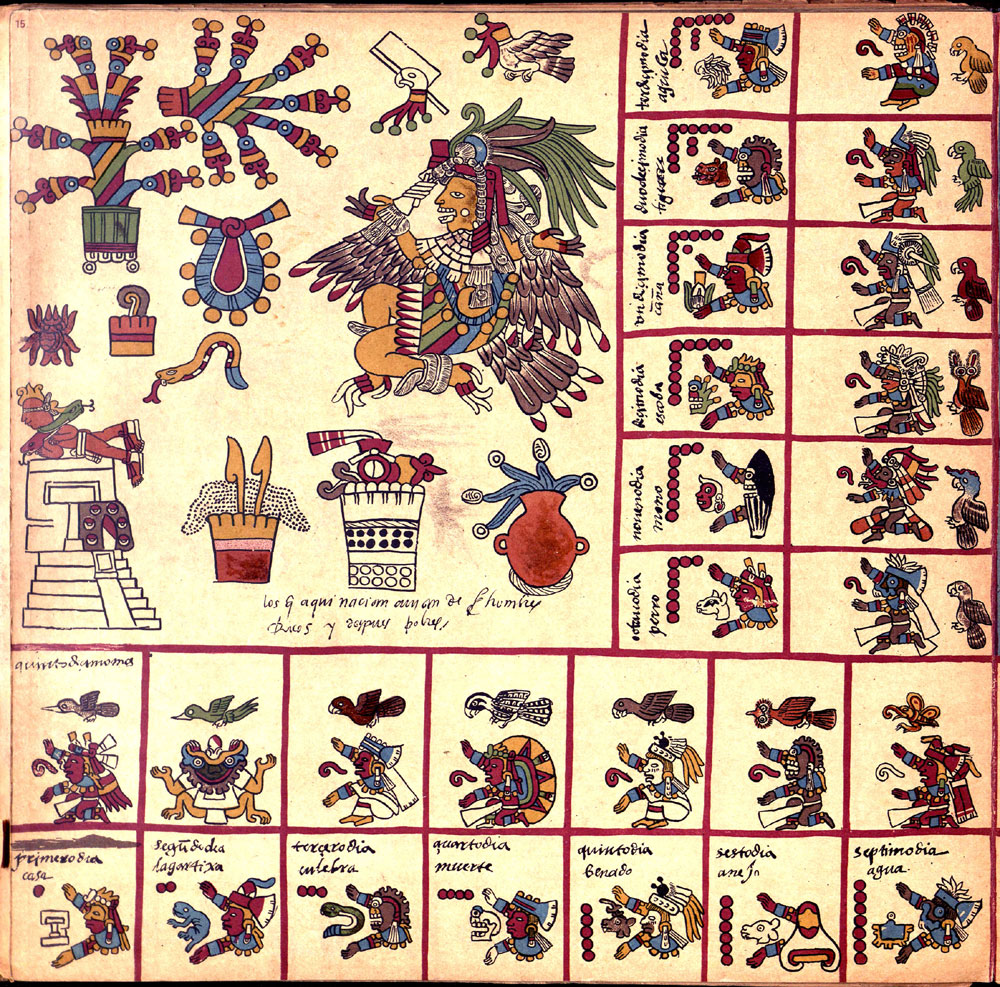
Una trecena tal como aparecen en algunos tonalamatl (códices). Códice borbónico, lámina 15.

El tonalpohualli (cuenta de los días) se registraba en los códices llamados tonalamatl (libro de los días), especies de libros en piel de venado o papel de corteza a partir del cual un sacerdote (tonalpouhqui) determinaba las influencias que ejercían cada día, comunicando los días fastos y nefastos del ciclo para realizar determinadas acciones; como el ofrecimiento del recién nacido al fuego, el momento de sembrar el maíz o la fecha de iniciar una expedición comercial. 
Comprendía un ciclo de 260 días, a cada uno de los cuales se asignaba una combinación de uno de los 20 signos de los días y un número de 1 a 13, representado por puntos. Por lo tanto, el almanaque estaba compuesto de 20 grupos de 13 días, con la primera trecena comenzando en 1-lagarto y terminando en 13-carrizo, la segunda entre 1-jaguar y 13-muerte, y así sucesivamente. 

## Descripción
A continuación se muestra en el siguiente cuadro los veinte signos de los días, donde se específica que dios o diosa presidía cada signo, y también como estaba asociado a un punto cardinal (en sentido de giro antihorario, comenzando por el Este, de donde sale el sol).
| Denominación de Karina | Significado            | Deidad asociada                                      | Dirección |
| ---------------------- | ---------------------- | ---------------------------------------------------- | --------- |
| Cipactli               | Lagarto, Espadarte     | Tonacatecuhtli, Señor de Nuestro Sustento            | Este      |
| Ehecatl                | Viento                 | Quetzalcóatl, Serpiente Emplumada                    | Norte     |
| Calli                  | Casa                   | Tepeyolohtli, Corazón del Monte                      | Oeste     |
| Cuetzpalin             | Lagartija              | Huehuecoyotl, Coyote anciano                         | Sur       |
| Coatl                  | Serpiente              | Chalchiuhtlicue, La de la Falda de Jade              | Este      |
| Miquiztli              | Muerte                 | Tonatiuh, El que va irradiando                       | Norte     |
| Mazatl                 | Venado                 | Tlaloc, Dios de la lluvia                            | Oeste     |
| Tochtli                | Conejo                 | Mayahuel, La de la Planta de Maguey                  | Sur       |
| Atl                    | Agua                   | Xiuhteuctli, Señor del Año                           | Este      |
| Itzcuintli             | Perro                  | Mictlanteuctli, Señor de Mictlan (Región de muertos) | Norte     |
| Ozomahtli              | Mono                   | Xochipilli, Príncipe Flor                            | Oeste     |
| Malinalli              | Hierba Retorcida       | Patecatl, El de la Tierra de las Medicinas           | Sur       |
| Acatl                  | Carrizo                | Tezcatlipoca, Espejo Humeante                        | Este      |
| Ocelotl                | Ocelote, jaguar        | Tlazolteotl- Diosa de los pecados                    | Norte     |
| Cuauhtli               | Águila                 | Xipe Totec, Nuestro Señor Desollado                  | Oeste     |
| Cozcacuauhtli          | Buitre, Aura, Zopilote | Itzapapalótl, Mariposa de Obsidiana                  | Sur       |
| Olin                   | Movimiento, terremoto  | Xólotl, Doble                                        | Este      |
| Tecpatl                | Cuchillo de pedernal   | Chalchiuhtotolin, Pavo Precioso                      | Norte     |
| Quiahuitl              | Lluvia                 | Chantico, En la Casa                                 | Oeste     |
| Xochitl                | Flor                   | Xochiquetzal, Pluma de quetzal florida               | Sur       |

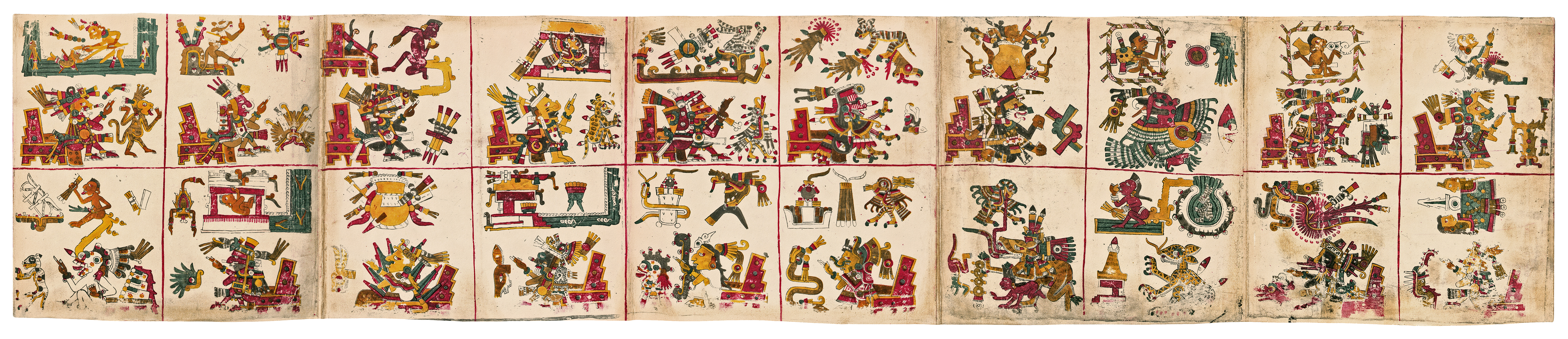
Secuencia de los veinte signos con sus regentes y aspectos definitorios, láminas 9 al 13, Códice Borgia.

La influencia generada por la divinidad establecía una interpretación, pero esta no era tan sencilla, debido a que se combinaba con la acción de otras entidades; principalmente entraban en composición cuatro aspectos:
1. Derivado del signo (como aparecen en el cuadro de arriba)
2. Derivado de la trecena (como se muestra en el cuadro de abajo)
3. Derivado de una secuencia del uno al trece (son los llamados "Señores del Día")
4. Derivado de una secuencia del uno al nueve (los llamados "Señores de la Noche")

Así, tomando de ejemplo el día 1-ocelotl, encontramos que era regido por Tlahzolteotl, Quetzalcohuatl, Xiuhteuctli y Mictlanteuctli. Por lo tanto, encontramos que quienes pretenden usar el antiguo sistema cronológico en realidad lo hacen desde la propia cosmovisión occidental, sin tener ni entender las verdaderas bases del funcionamiento y la manera de integrar la descripción de las distintas fuerzas que actúan en un momento dado; ya que éstas, no quedaron registradas del todo.
El siguiente cuadro muestra la secuencia de las trecenas:
| Denominación    | Significado    | Deidad asociada                                      | Dirección |
| --------------- | -------------- | ---------------------------------------------------- | --------- |
| 1-cipactli      | Uno-lagarto    | Tonacateuctli, Señor de Nuestro Sustento             | Este      |
| 1-ocelotl       | Uno-jaguar     | Quetzalcohuatl, Serpiente Emplumada                  | Norte     |
| 1-mazatl        | Uno-venado     | Tepeyolohtli, Corazón del Monte                      | Oeste     |
| 1-xochitl       | Uno-flor       | Huehuecoyotl, Coyote anciano                         | Sur       |
| 1-acatl         | Uno-carrizo    | Chalchiuhtlicue, La de la Falda de Jade              | Este      |
| 1-miquiztli     | Uno-muerte     | Tecciztecatl, El del Caracol Marino                  | Norte     |
| 1-quiyahuitl    | Uno-lluvia     | Tlaloc, Dios de la lluvia                            | Oeste     |
| 1-malinalli     | Uno-hierba     | Mayahuel, La de la Planta de Maguey                  | Sur       |
| 1-cohuatl       | Uno-serpiente  | Xiuhteuctli, Señor del Año                           | Este      |
| 1-tecpatl       | Uno-pedernal   | Mictlanteuctli, Señor de Mictlan (Región de muertos) | Norte     |
| 1-ozomahtli     | Uno-mono       | Pahtécatl, Morador de la medicina                    | Oeste     |
| 1-cuetzpalli    | Uno-lagartija  | Itztlacoliuhqui, El de la obsidiana curva            | Sur       |
| 1-olin          | Uno-movimiento | Tlazolteotl-Ixcuina, Generadora de inmundicias       | Este      |
| 1-itzcuintli    | Uno-perro      | Xipe Totec, Nuestro Señor Desollado                  | Norte     |
| 1-calli         | Uno-casa       | Itzapapalótl, Mariposa de Obsidiana                  | Oeste     |
| 1-cozcacuauhtli | Uno-buitre     | Xolotl, Doble                                        | Sur       |
| 1-atl           | Uno-agua       | Chalchiuhtotolin, Pavo Precioso                      | Este      |
| 1-ehecatl       | Uno-viento     | Chantico, En la Casa                                 | Norte     |
| 1-cuauhtli      | Uno-águila     | Xochiquetzal, Pluma de quetzal florida               | Oeste     |
| 1-tochtli       | Uno-conejo     | Xiuhteuctli Señor del año                            | Sur       |